# Germania (Philipp Veit)

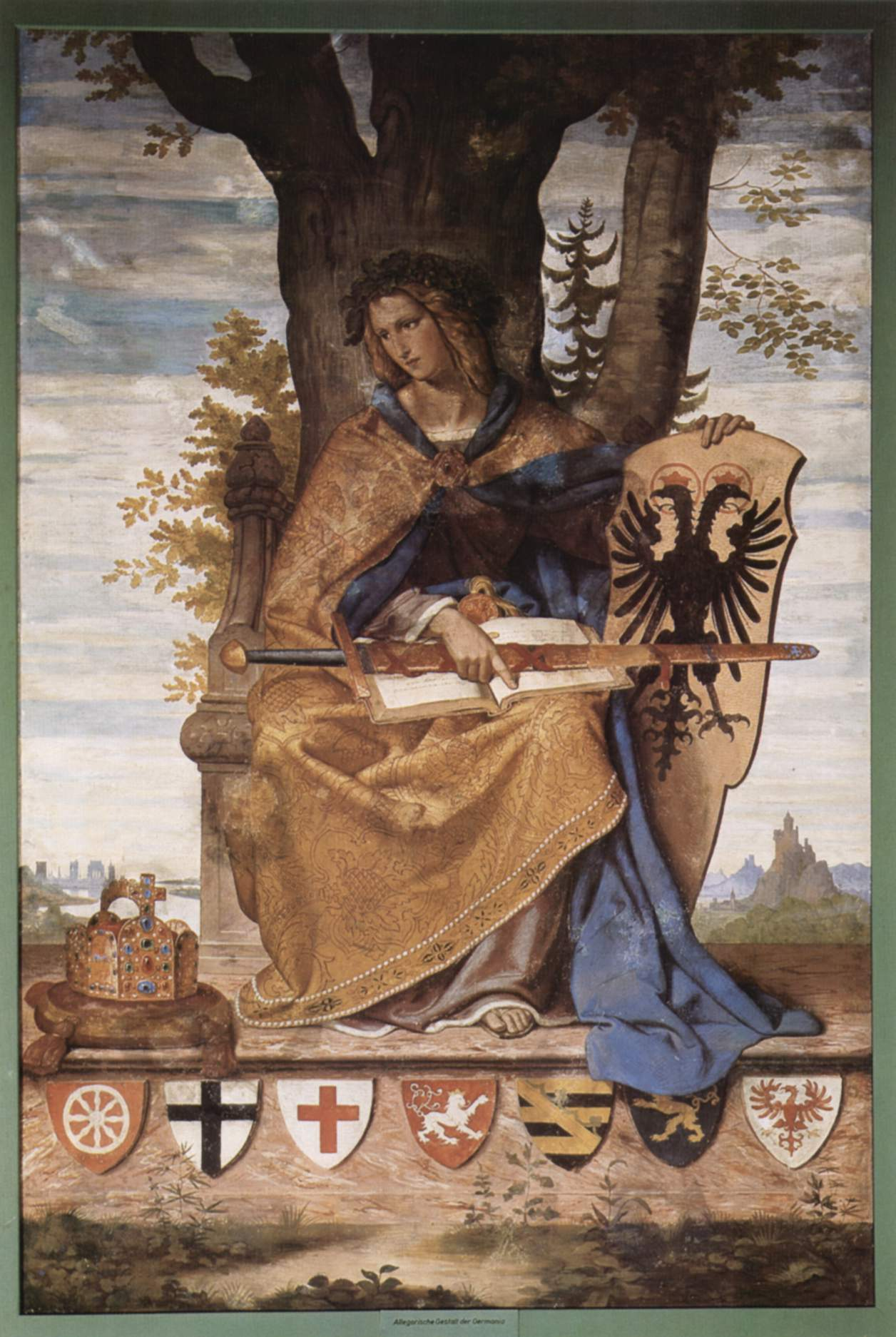
Germania por Philipp Veit no Städelsches Kunstinstitut, Frankfurt

Germania é uma pintura criada por Philipp Veit nos anos 1834 até 1836. Germânia em geral é uma feminina personificação da Alemanha. Esta pintura é uma de duas imagens de lado da grande pintura mural Introduction of the Arts to Germany by Christianity. O outro lado da imagem apresenta a Itália. O fresco transferido para o canvas mede 285 por 192 cm e está exibido no Städelsches Kunstinstitut em Frankfurt am Main.
Veit pertenceu ao circulo artístico dos católicos e conservadores Nazarenos. Eles foram impressionados pela Idade Média alemã. A Germânia desta pintura não é necessariamente para entender como uma alegoria nacional dos debates contemporâneos de uma Alemanha unida. Muito mais em representar o poder (secular) imperial medieval que protege a arte. Itália simboliza o poder papal.
Frequentemente outra pintura Germania é atribuída para Veit, também: aquela pintura pendurada na Igreja de São Paulo nos anos 1848 e 1849 quando a Assembleia Nacional Alemã reuniu em Frankfurt. A Germania da Igreja de São Paulo, agora em Nuremberg, poderia ter sido criada por diferentes artistas mas foi aparentemente influenciada pela Germania anterior de Veit.